# Melechesh
Melechesh est un groupe de black metal, originaire de Jérusalem. Le groupe est souvent cité pour ses influences orientales. Le groupe est formé par Ashmedi en 1993 dans le seul but de créer un black metal original incorporant des influences du Moyen-Orient, exploitant principalement des thèmes mésopotamiens ou sumériens et occultes, tant musicalement qu'au niveau des paroles.

## Biographie

### Débuts
Le groupe est formé en 1993 à Jérusalem, opérant dans cette région jusqu'en 1997.  Le groupe est affilié à Israël de par ses origines géographiques, mais les différents membres du groupe sont d'origine variée : Arménienne/Assyrienne pour Ashmedi, assyrienne/israélienne pour Moloch, Internationale (Pays-Bas, Pologne, Allemagne, États-Unis, Turquie) pour les autres musiciens. Le nom Melechesh est constitué de deux noms hébreux, מלך (melech = « roi ») et אש (esh = « feu »), une combinaison créée par le groupe. Le CH est prononcé comme le ch écossais, comme dans le mot Loch. La prononciation la plus commune et acceptable doit donc être MeleKesh.
Les deux premières sorties du groupe, la démo As Jerusalem Burns... (1995), ainsi que l'EP The Siege of Lachish, attirent l'attention des fans de metal underground, ainsi que celle des autorités locales. Melechesh est accusé d'« activités occultes » par les autorités compétentes de Jérusalem, spécialement après qu'un article paru en une d'un journal ait déformé certains faits. Les accusations sont finalement abandonnées. En 1996, le groupe publie son premier album studio intitulé As Jerusalem Burns...Al'Intisar sur le label américain Breath of Night Records. L'album est réédité en 2002 en digipack, avec une couverture modifié, par War Is Imminent Productions, en 2004 par GOI Music pour l'Espagne, et en 2005 par Russia's Nordic Music pour l'Europe de l'Est. Al'Hazred, nouvellement recruté à la basse, complétait le line-up.
Pour des raisons personnelles et professionnelles,,, les membres du groupe sont forcés de se relocaliser en France (Moloch, à Lille, pour des études poussées de philosophie politique) et aux Pays-Bas (pour Ashmedi), en 1998. Lord Curse reste un temps à Jérusalem pour finalement déménager aux États-Unis, afin de continuer ses études d'art, ce qui amène le groupe à devoir recruter un nouveau batteur.

### Années 2000 et 2010

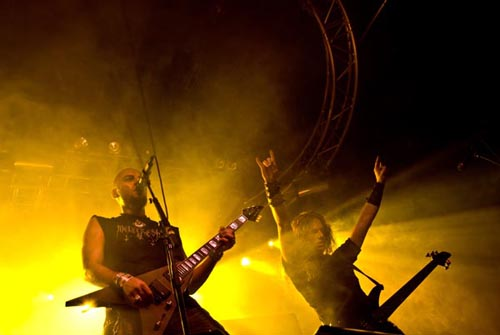
Melechesh sur scène au Bergen Metal Fest en 2007.

C'est Proscriptor, fondateur et batteur du groupe Absu, qui remplit vite la fonction vacante. À partir de là, le groupe réalise deux albums : Djinn (2001), abordant le thème de la mythologie mésopotamienne et Sphynx (2003), traitant des mythologies mésopotamienne et sumérienne, tout en abordant étroitement, à côté de ces thèmes habituels, des sombres sujets liés à l'occulte oriental.
En 2005, Xul (originaire des Pays-Bas) remplace Proscriptor au poste de batteur, et le groupe enregistre alors en 2006 son chef-d'œuvre incontesté en date, unanimement salué par la critique et les fans, Emissaries, disponible en Europe via Osmose Productions et The End Records aux États-Unis et Canada, début 2007. Le groupe donne alors beaucoup de concerts de par le monde, dans un premier temps avec Moloch à la guitare, puis avec un guitariste session, Moloch étant retenu pour la fin de son doctorat de philosophie aux États-Unis. En 2008, Proscriptor, en accord avec le groupe, réédite via son label Tarot Productions, l'EP The Siege of Lachish en édition limitée picture-disc. L'année 2009 voit Rahm, bassiste néerlandais, être intégré officiellement dans les rangs du groupe. Ashmedi, aidé de Moloch lors de plusieurs sessions de travail, compose le nouvel album du groupe, The Epigenesis, enregistré en Turquie d'avril à juin 2010. L'album est publié en Amérique du Nord en janvier 2010, et annoncé en Europe en octobre 2010 via Nuclear Blast Records. Unanimement salué une nouvelle fois par les fans et la presse spécialisée,,,, cet album permet au groupe de tourner partout dans le monde et de participer aux plus grands festivals.
2013 peut être considérée comme une année charnière pour le groupe puisque Rahm (basse) et le batteur de longue date Xul sont remplacés par de nouveaux musiciens, notamment l'Américain Scorpios à la basse, établi en Allemagne depuis de nombreuses années... Moloch, fidèle parmi les fidèles depuis les débuts du groupe, quitte quant à lui le groupe de son propre chef, ses nouvelles activités de professeur d'université aux USA puis en Norvège (Docteur en Philosophie de la Politique) ne lui permettant plus de jouer dans le groupe. Le prochain album est annoncé en 2014, Ashmedi s'étant attelé à la composition de celui-ci depuis l'été 2013. Une nouvelle officielle de mars 2014 fait apparaître que Moloch participera bien à l'album en proposant quelques riffs, comme ce fut le cas sur les derniers albums.
Leur dernier album, Enki, est finalement publié en 2015.

## Membres

### Membres actuels
- Ashmedi - chant, guitare, sitar, clavier, percussions (depuis 1993)
- Moloch – guitare, bouzouki (1994-2013 ; depuis 2014)
- Lord Curse - batterie (1994-1999 ; depuis 2014)

### Anciens membres
- Uusur - basse (1995-1996)
- Thamuz - basse (1995)
- Cimeries - clavier (1995)
- Al' Hazred - basse, chœurs (1996-2008)
- Proscriptor McGovern - batterie, percussions, chant (1999-2005)
- Xul (Yuri Rinkel[16]) – batterie, percussions (2005-2013)
- Rahm - basse (2010-2011)
- Scorpios - basse, chœurs (2012-2016)

### Membres live
- Nomadic Soul - guitare (depuis 2012)

### Musiciens de session
- Geert Devenster - guitare
- Kawn - basse, chant (2007-2008)
- Malak Al'Maut - guitare (2008-2009)
- Rahm - basse (2009-2010)
- Aethyris MacKay - guitare (2011)
- Scorpios - basse, chœurs (2012-2013)
- Max Power - guitare (2013)
- Ralph Santolla - guitare (2013)
- Kevin Paradis - batterie (2014, 2015)
- Nicolas « Nicklaus » Minier - guitare (2016)

## Discographie

### Albums studio
- 1996 : As Jerusalem Burns...Al'Intisar
- 2001 : Djinn
- 2003 : Sphynx
- 2007 : Emissaries
- 2010 : The Epigenesis
- 2015 : Enki

### EPs
- 1995 : The Siege of Lachish
- 2004 : The Ziggurat Scrolls

### Démo
- 1995 : As Jerusalem Burns...